# Cecilia Arboleda de Holguín
Cecilia Arboleda Mosquera (París, 21 de gener de 1859-Bogotà, 3 de febrer de 1924) va ser una propietària franco-colombiana, primera dama de Colòmbia l'any 1909 i de 1921 a 1922.
Pertanyent a tres il·lustres famílies de l'antic estat sobirà del Cauca, els Arboleda, els Mosquera i els Pombo, es va unir en matrimoni a un membre d'un altre important clan polític, els Holguín, originaris de la mateixa regió.

## Biografia
Cecilia va néixer a París, el 21 de gener de 1859, filla del polític i poeta Julio Arboleda Pombo, president electe de la Confederació Granadina el 1862, i de la seva muller, Sofia Mosquera Hurtado. La seva família era criolla, aristocràtica i tradicional, una de les més riques de l'antic virregnat de Nova Granada. Tant els Arboleda com els Mosquera eren importants propietaris de mines, terres i esclaus, i havien ocupat els principals llocs de l'administració local de Popoyán.
Es va casar el 9 d'agost de 1877 amb el polític de l'estat del Cauca Jorge Holguín Mallarino, un matrimoni en el qual ella va aportar la major part de la fortuna, i que ell després va augmentar amb el pas dels anys. Gràcies al vincle matrimonial, la influència de la família de Cecilia va fer segurament que el seu espòs tingués una posició política destacada. La casa dels Holguín-Arboleda es va convertir en un centre de vida social on es reunien membres destacats del panorama polític, sense distinció de partits, i d'altres personalitats. Arboleda va esdevenir primera dama de Colòmbia durant el 1909 i de 1921 a 1922, quan Holguín va ocupar la presidència del país.
Del seu matrimoni va tenir una llarga descendència, en total van tenir 12 fillsː Matilde, Sofia, Ricardo, Daniel, Beatriz, Helena, Rafael, Cecilia, Jorge, Alicia, Julio i Pablo.
Va morir als 65 anys d'edat, el 3 de febrer de 1924 d'un accés d'urèmia.